# 镆
鏌，是一種人工合成的化學元素，其化學符號为Mc，原子序數为115。鏌是一種放射性極強的超重元素，所有同位素的半衰期都極短，極為不穩定，其最長壽的已知同位素為鏌-290，半衰期僅0.65秒。鏌不出現在自然界中，只能在實驗室內以粒子加速器人工合成，於2003年用鈣-48離子撞擊鋂而發現。至今約有100個鏌原子被探測到，所發現原子的質量數介於286至290間。
俄羅斯及美國科學家組成的團隊發現鈇後，於2003年在俄羅斯杜布納聯合原子核研究所（JINR）所合成。2015年12月，其被國際純化學和應用化學聯合會（IUPAC）和國際純粹與應用物理學聯合會（IUPAP）的聯合工作團隊認定為四個新元素之一，於2016年11月28日，正式以莫斯科州之名，將此元素命名為鏌，而莫斯科州正是杜布納聯合原子核研究所的所在地。
在元素週期表中，鏌是位於p區的錒系後元素，屬於第7週期、第15族（氮族），是已知最重的氮族成員。由於沒有足夠穩定的同位素，因此目前未能通過化學實驗來驗證鏌是否與同族中第二重的元素鉍有著相似的化學特性。根據計算，鏌可能與同族中較輕的元素（氮、磷、砷、銻）有類似的化學性質，且屬於後過渡金屬，儘管計算也顯示鏌的某些性質可能和同族元素有較大差異。此外，鏌的性質可能也與鉈有顯著的相似之處，因為兩者在準閉合殼層之外，皆具有一個不太被束縛的電子。

## 概论

### 超重元素的合成
超重元素的原子核是在两个不同大小的原子核的聚变中产生的。粗略地说，两个原子核的质量之差越大，两者就越有可能发生反应。由较重原子核组成的物质会作為靶子，被较轻原子核的粒子束轰击。两个原子核只能在距离足够近的时候，才能聚变成一个原子核。原子核都带正电荷，会因为静电排斥力而相互排斥，所以只有两个原子核的距离足够短时，强核力才能克服这个排斥力并发生聚变。粒子束因此被粒子加速器大大加速，以使这种排斥力与粒子束的速度相比变得微不足道。施加到粒子束上以加速它们的能量可以使它们的速度达到光速的十分之一。但是，如果施加太多能量，粒子束可能会分崩离析。
不过，只是靠得足够近不足以使两个原子核聚变：当两个原子核逼近彼此时，它们通常会融為一體约10−20秒，之後再分開（分開後的原子核不需要和先前相撞的原子核相同），而非形成单一的原子核。这是因为在尝试形成单个原子核的过程中，静电排斥力会撕开正在形成的原子核。每一对目标和粒子束的特征在于其截面，即两个原子核彼此接近时发生聚变的概率。这种聚变是量子效应的结果，其中原子核可通过量子穿隧效應克服静电排斥力。如果两个原子核可以在该阶段之后保持靠近，则多个核相互作用会导致能量的重新分配和平衡。
两个原子核聚变产生的原子核处于非常不稳定，被称为复合原子核的激发态。复合原子核为了达到更稳定的状态，可能会直接裂变，或是放出一些中子来带走激发能量。如果激发能量太小，无法放出中子，复合原子核就会放出γ射线来带走激发能量。这个过程会在原子核碰撞后的10−16秒发生，并创造出更稳定的原子核。原子核只有在10−14秒内不衰变，IUPAC/IUPAP联合工作小组才会认为它是化学元素。这个值大约是原子核得到它的外层电子，显示其化学性质所需的时间。

### 衰变和探测
粒子束穿过目标后，会到达下一个腔室——分离室。如果反应产生了新的原子核，它就会存在于这个粒子束中。在分离室中，新的原子核会从其它核素（原本的粒子束和其它反应产物）中分离，到达半导体探测器后停止。这时标记撞击探测器的确切位置、能量和到达时间。这个转移需要10−6秒的时间，因此原子核需要存在这么长的时间才能被检测到。若衰变發生，衰變的原子核被再次记录，并测量位置、衰变能量和衰变时间。
原子核的稳定性源自于强核力，但强核力的作用距离很短，随着原子核越来越大，强核力对最外层的核子（质子和中子）的影响减弱。同时，原子核会被质子之间，范围不受限制的静电排斥力撕裂。强核力提供的核结合能以线性增长，而静电排斥力则以原子序数的平方增长。后者增长更快，对重元素和超重元素而言变得越来越重要。超重元素理论预测及实际观测到的主要衰变方式，即α衰变和自发裂变都是这种排斥引起的。几乎所有会α衰变的核素都有超过210个核子，而主要通过自发裂变衰变的最轻核素有238个核子。有限位势垒在这两种衰变方式中抑制了原子核衰变，但原子核可以隧穿这个势垒，发生衰变。
放射性衰变中常产生α粒子是因为α粒子中的核子平均质量足够小，足以使α粒子有多余能量离开原子核。自发裂变则是由静电排斥力将原子核撕裂而致，会产生各种不同的产物。随着原子序数增加，自发裂变迅速变得重要：自发裂变的部分半衰期从92号元素铀到102号元素锘下降了23个数量级，从90号元素钍到100号元素镄下降了30个数量级。早期的液滴模型因此表明有约280个核子的原子核的裂变势垒会消失，因此自发裂变会立即发生。之后的核壳层模型表明有大约300个核子的原子核将形成一个稳定岛，其中的原子核不易发生自发裂变，而是会发生半衰期更长的α衰变。随后的研究发现预测存在的稳定岛可能比原先预期的更远，还发现长寿命锕系元素和稳定岛之间的原子核发生变形，获得额外的稳定性。对较轻的超重核素以及那些更接近稳定岛的核素的实验发现它们比先前预期的更难发生自发裂变，表明核壳层效应变得重要。
α衰变由发射出去的α粒子记录，在原子核衰变之前就能确定衰变产物。如果α衰变或连续的α衰变产生了已知的原子核，则可以很容易地确定反应的原始产物。因为连续的α衰变都会在同一个地方发生，所以通过确定衰变发生的位置，可以确定衰变彼此相关。已知的原子核可以通过它经历的衰变的特定特征来识别，例如衰变能量（或更具体地说，发射粒子的动能）。然而，自发裂变会产生各种分裂产物，因此无法从其分裂产物确定原始核素。

## 歷史

### 發現

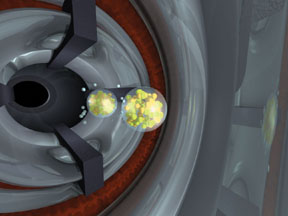
Ca-48離子加速撞擊Am-243目標原子的模擬圖

2004年2月2日，由俄羅斯杜布納聯合核研究所和美國勞倫斯利福摩爾國家實驗室聯合組成的科學團隊在《物理評論快報》上表示成功合成了镆。他們使用48Ca離子撞擊243Am目標原子，產生了4個镆原子。這些原子通過發射α粒子，衰變為284Nh，需時約100毫秒。
{\displaystyle \,_{20}^{48}\mathrm {Ca} +\,_{95}^{243}\mathrm {Am} \to \,_{115}^{291}\mathrm {Mc} ^{*}\to \,_{115}^{288}\mathrm {Mc} +3\,_{0}^{1}\mathrm {n} \to \,_{113}^{284}\mathrm {Nh} +\,_{2}^{4}\mathrm {He} }
美俄科學家的這次合作計劃也對衰變產物268Db進行了化學實驗，並證實發現了Uut。科學家在2004年6月和2005年12月的實驗中，通過量度自發裂變成功確認了同位素。數據中的半衰期和衰變模式都符合理論中的268Db，證實了衰變來自於原子序為115的主原子核。但是在2011年，IUPAC认为该结果只是初步的，不足以称得上是一项发现。
2013年，由瑞典隆德大学核物理学家Dirk Rudolph领导的团队在德国达姆施塔特GSI亥姆霍兹重离子研究中心，通过将钙同位素撞擊镅的方法再次合成了镆。

### 命名
镆最先被稱為“eka-鉍”。Ununpentium（Uup）是該元素獲得正式命名之前，IUPAC元素系統命名法所賦予的臨時名稱。研究人員一般稱之為“元素115”。

#### 命名提议
115号元素主要有两个命名提议，一个是根据法国物理学家保羅·朗之萬命名为langevinium，另一个提议是根据Dubna研究所所在地莫斯科州命名为moscovium。IUPAC於2016年11月28日正式採用後者。

#### 中文名稱
2017年1月15日，中華人民共和國全国科学技术名词审定委员会联合国家语言文字工作委员会组织化学、物理学、语言学界专家召开了113号、115号、117号、118号元素中文定名会，將此元素命名為（读音同「漠」）。
2017年4月5日，中華民國國家教育研究院的化學名詞審譯委員會審譯修正通過之「化學元素一覽表」將此元素命名為，音同「莫」。

### 未來實驗
Flerov核反應實驗室有計劃研究較輕的镆同位素，所用反應為：241Am + 48Ca。

## 同位素與核特性
目前已知的鏌同位素共有5個，質量數介於286-290之間，全部都具有極高的放射性，半衰期極短，極為不穩定，且愈重的同位素穩定性愈高，因為它們更接近穩定島的中心，其中最長壽的同位素為鏌-290，半衰期約0.65秒，也是目前發現最重的鏌同位素。

## 化學屬性
由於鏌的生產極為昂貴且每次的產量皆極少，產出的鏌又會在極短時間內發生衰變，因此目前除了核特性外，尚未利用實驗測量過任何鏌或其化合物的化學屬性，只能通過理論來預測。

### 推算的化學屬性
镆預計為7p系的第3個元素，是元素週期表中15 (VA)族最重的成員，位於鉍之下。這一族的氧化態為+V，但穩定性各異。氮的+V態大多是像N2O5这样的分子的形式氧化态，实际上极難形成，因為它有較低的d軌域，而且氮原子容納不下5個配體。磷、砷和銻能夠表現出明顯的+V態特性，但鉍卻很難達到該氧化態，因為其6s2電子不易參與形成化學鍵。這個現象稱為“惰性電子對效應”，一般與6s電子軌域的相對論性穩定性相關。镆預計會延續這個趨勢，並只會具有+III和+I氧化態。氮(I)和鉍(I)也存在，但較罕見，而镆(I)很可能會有一些獨特的屬性，可能比起铋(I)更像铊(I)。由於自旋軌道耦合作用，鈇可能會有完整的軌域，並具有類似惰性氣體的屬性。這樣的話，镆可能只有一顆價電子，因為Mc+離子會和鈇有相同的電子排布，这可能使镆具有类似于碱金属的性质。理论预测McF和McCl是离子化合物，
Mc+离子半径约为109–114 pm 。

## 外部連結
- 元素镆在洛斯阿拉莫斯国家实验室的介紹（英文）
- —— 镆（英文）
- 元素镆在The Periodic Table of Videos（諾丁漢大學）的介紹（英文）
- 元素镆在Peter van der Krogt elements site的介紹（英文）
- WebElements.com – 镆（英文）
- Uut and Uup Add Their Atomic Mass to Periodic Table（页面存档备份，存于）
- Superheavy elements（页面存档备份，存于）
- History and etymology （页面存档备份，存于）